# 京都大学iPS細胞研究所
京都大学iPS細胞研究所（きょうとだいがくアイピーエスさいぼうけんきゅうじょ、英語: Center for iPS Cell Research and Application, Kyoto University）は、京都府京都市左京区にあるiPS細胞（人工多能性幹細胞）の研究機関で、京都大学が擁する附置研究所の一つ。
2010年4月1日設立。略称はCiRA（サイラ）。

## 概要
iPS細胞に関する基礎研究および応用研究を行い「再生医療の実現に貢献する」ことを設立理念に掲げ「iPS細胞およびiPS細胞技術の医療応用」をミッションとする。後述の財団設立に伴う2020年4月の組織改正以前は一時、大部分を占める非正規雇用の職員と大学院生を含め約200人が働いていた（2012年時点）。研究所は地上5階、地下1階の建物で、各研究室間の仕切りを取り払い、研究者同士で自由な議論をすることができる「オープンラボ形式」が特徴である。iPS細胞に関する研究だけでなく、知的財産の管理や規制当局への対応、広報活動も業務のうちの一つとしている。
2012年には当時の所長の山中伸弥がノーベル生理学・医学賞受賞が決まったことを受け、文部科学省は以降10年間にわたって長期的に研究費を助成する方針を掲げた。また、2019年9月6日に京都大学が一般財団法人京都大学iPS細胞研究財団を設立した（のちに2020年4月1日公益財団法人へ移行）。2020年4月1日に財団が活動開始するにあたりCiRAから約80名の職員が財団へ移籍するとともにiPS細胞研究基金の残高のうち100億円を財団へ移し替えた。これによって、財団からiPS細胞を全国の医療現場に届ける体制へと移行した。

## 沿革
- 2008年 - 前身となるiPS細胞研究センターを立ち上げ[7]。
- 2010年4月1日 - iPS細胞研究センターを改組する形で「京都大学iPS細胞研究所」開所[13]。
- 2012年10月7日 - 田中眞紀子文部科学大臣が視察[14]。
- 2013年 - iPS細胞の研究により第44回星雲賞自由部門を受賞した。
- 2019年10月28日 - 全国農業協同組合連合会（JA全農）と業務連携協定[15]。
- 2020年4月1日 – iPS細胞ストックプロジェクトが京都大学iPS細胞研究財団に移管[11]。
- 2020年6月12日 - 新型コロナウイルス (SARS-CoV-2) に対するPCR検査機器を貸与する協定を大阪府と締結[16]。

## 歴代所長
歴代所長は以下の通り。
| 代    | 氏名     | 在任時期                        | 専門部門             | 備考                                           |
| ----- | -------- | ------------------------------- | -------------------- | ---------------------------------------------- |
| 初代  | 山中伸弥 | 2010年04月01日 - 2022年03月31日 | 未来生命科学開拓部門 | 現 名誉所長 2012年ノーベル生理学・医学賞受賞者 |
| 第2代 | 髙橋淳   | 2022年04月01日 - 現職           | 臨床応用研究部門     | [ 3 ]                                          |

## 組織

### 研究部門
https://www.cira.kyoto-u.ac.jp/j/about/organization_division.html
- 未来生命科学開拓部門
- 増殖分化機構研究部門
- 臨床応用研究部門
- 基盤技術研究部門
- 上廣倫理研究部門

### 研究支援組織
https://www.cira.kyoto-u.ac.jp/j/about/organization_research.html
- 研究推進室
- 医療応用推進室
- 国際広報室
- 基金室

## 刊行物
https://www.cira.kyoto-u.ac.jp/j/pressrelease/publication.html
- CiRAニュースレター
- アニュアルレポート
- CiRAパンフレット
- 幹細胞ハンドブック
- CiRA設立10周年記念誌

## 京都大学基金「iPS細胞研究基金」
アメリカ合衆国の研究所を手本として「iPS細胞研究基金」を募っている。
- 募集期間 期間の定めなし
- 目標額 各年度 10億円

## 助教による論文不正事件
2018年1月22日、2017年2月にアメリカの科学誌『ステム・セル・リポーツ』に掲載された、研究所に所属する36歳の特定拠点助教が発表した血液脳関門機能を持つ細胞を作ったとする論文の図に改竄があったことを記者会見で発表。同助教と山中所長に対する処分の意向を発表した。京都大は同年3月28日付で、論文の11のデータを捏造・改竄したことで「大学の信用を傷付ける行為をした」として同助教を懲戒解雇処分とし、山中所長も監督責任があるとして処分した。ただし山中所長の処分は懲戒処分ではないため処分内容は公開しなかった。